# Garthiope barbadensis
Garthiope barbadensis is een krabbensoort uit de familie van de Xanthidae. De wetenschappelijke naam van de soort is voor het eerst geldig gepubliceerd in 1921 door Rathbun.